# Mirilovići
Mirilovići är ett samhälle i Bosnien och Hercegovina.   Det ligger i entiteten Republika Srpska, i den södra delen av landet, 110 km söder om huvudstaden Sarajevo. Mirilovići ligger 576 meter över havet och antalet invånare är 135.
Terrängen runt Mirilovići är kuperad. Närmaste större samhälle är Bileća, 5,9 km öster om Mirilovići. 
Trakten runt Mirilovići består till största delen av jordbruksmark. Runt Mirilovići är det ganska tätbefolkat, med 67 invånare per kvadratkilometer.